# Джевон Мінзі
Джевон Мінзі (англ. Jevaughn Minzie, нар. 20 липня 1995) — ямайський спринтер, олімпійський чемпіон 2016 року.

## Виступи на Олімпіадах
| Олімпіада           | Дисципліна            | Місце |
| ------------------- | --------------------- | ----- |
| Ріо-де-Жанейро 2016 | естафета 4×100 метрів | 1     |

## Зовнішні посилання
- Джевон Мінзі Профіль у IAAF (англ.)
- Джевон Мінзі — олімпійська статистика на сайті Sports-Reference.com (англ.) (архівна версія)